# Dimaprit
Dimaprit je histaminski analog koji deluje kao agonist H2 receptora .